# Arany-monojodid
Az arany-monojodid szervetlen vegyület. Képlete AuI, kereskedelmi forgalomban is kapható. Elő lehet állítani arany és jód lezárt csőben levő keverékének 120 °C-ra történő hevítésével. Ez a reakció mintegy négy hónapig tart. Forró vízzel érintkezve elbomlik, de komplex származékai sokkal stabilabbak.

## Fordítás
Ez a szócikk részben vagy egészben  a   Gold monoiodide című angol Wikipédia-szócikk ezen változatának fordításán alapul.  Az eredeti cikk szerkesztőit annak laptörténete sorolja fel. Ez a jelzés csupán a megfogalmazás eredetét és a szerzői jogokat jelzi, nem szolgál a cikkben szereplő információk forrásmegjelöléseként.